# Ellie Black
Elsabeth „Ellie“ Black (* 8. September 1995 in Halifax) ist eine kanadische Kunstturnerin. Bei den Weltmeisterschaften 2017 gewann sie Silber im Mehrkampf.

## Sportliche Karriere
Black war Teil des kanadischen Teams während der Olympischen Sommerspiele 2012 in London. Sie erreichte mit dem Team den 5. Platz. Auch qualifizierte sie sich für das Sprungfinale. Dort stürzte sie allerdings beim ersten Sprung und konnte den Wettkampf nicht fortsetzen. In den folgenden Jahren nahm sie an drei Weltmeisterschaften teil. Sie steigerte sich kontinuierlich und erreichte an verschiedenen Geräten Finals. Bei den Olympischen Sommerspielen 2016 in Rio de Janeiro wurde sie Fünfte im Mehrkampf. Das ist das beste Resultat, das eine kanadische Kunstturnerin je bei Olympischen Spielen erreicht hat. Im darauffolgenden Jahr nahm sie an den Heim-Weltmeisterschaften in Montreal teil und gewann in einer spannenden Entscheidung die Silbermedaille im Mehrkampf, knapp hinter der Amerikanerin Morgan Hurd. Sie war damit die erste Kanadierin, die im Mehrkampf eine WM-Medaille gewinnen konnte, und erst die zweite Kanadierin überhaupt, die bei Weltmeisterschaften eine Medaille gewann, nach Elyse Hopfner-Hibbs, die 2006 die Bronzemedaille am Schwebebalken holte. Sie konnte sich des Weiteren für drei Gerätefinals qualifizieren (Sprung, Schwebebalken, Boden), wobei sie am Sprung eine weitere Medaille nur um 0,05 Punkte verpasste.